# Haematopota patellicornis
Haematopota patellicornis är en tvåvingeart som först beskrevs av Günther Enderlein 1922.  Haematopota patellicornis ingår i släktet Haematopota och familjen bromsar. Inga underarter finns listade i Catalogue of Life.